# Trall (musikalbum)
Trall är ett musikalbum av Ulrika Gunnarsson med Esbjörn Hazelius och Anders Löfberg, utgivet 2009 av GIGA Folkmusik. Låtarna på skivan härstammar nästan uteslutande från Småland vilket är Ulrika Gunnarssons hemtrakter och den tradition hon bär på.

## Låtlista
Alla låtar är traditionella om inget annat anges.
1. "Polska ur Elias Annells notbok" – 2:01
2. "Polska ur Petter Dufvas notbok" – 2:57
3. "Kinematografen av Ulrika Gunnarsson" – 4:19
4. "Plut, polska efter Anders Magnus Andersson" – 3:41
5. "Polska efter Anders Magnus Andersson" – 1:46
6. "Efter slädfärden, schottis av Ulrika Gunnarsson" – 1:54
7. "Dragonmössan, polska ur Andreas Grevelius notbok" – 3:28
8. "Skällekon, polkor efter Carl Johan Krej och Hugo Wennberg" – 2:48
9. "Polska efter Jonas Hansson" – 1:38
10. "Bored in room E, polska av Ulrika Gunnarsson" – 2:56
11. "Brudmarsch efter familjen Dahl" – 3:11
12. "Polska efter Karl Andersson" – 3:33
13. "Qvist&Andersson, polskor efter Anna Qvist och Karl Andersson" – 2:15
14. "Pollonesse ur Trädstadsamlingen" – 2:18
15. "120-årsvalsen av Ulrika Gunnarsson" – 4:00
16. "Sommaren som inte var, polska av Ulrika Gunnarsson" – 4:12
17. "Tullbergs engelskor ur Carl-Gustaf Tullbergs notbok" – 3:06
18. "Polska på örat" – 2:03
19. "Dahlgrens polskor ur Andreas Dahlgrens notbok" – 4:31
20. "Vals efter Oscar Storck" – 2:26
21. "Polskor ur Elias Annells och Sven Donats notböcker" – 2:31
22. "Brännvinspolska i murr av Ulrika Gunnarsson" – 3:37
23. "En vals i sorgen efter Petter Olas Anna" – 1:53

Total tid: 67:06
Alla triospår är arrangerade av Gunnarsson/Hazelius/Löfberg, spår 2 är arrangerat av Gunnarsson/Hazelius.

## Medverkande
- Ulrika Gunnarsson — trall
- Esbjörn Hazelius —  cittern, fiol, trall
- Anders Löfberg — cello, fiol, kontrabas